# Šajkača

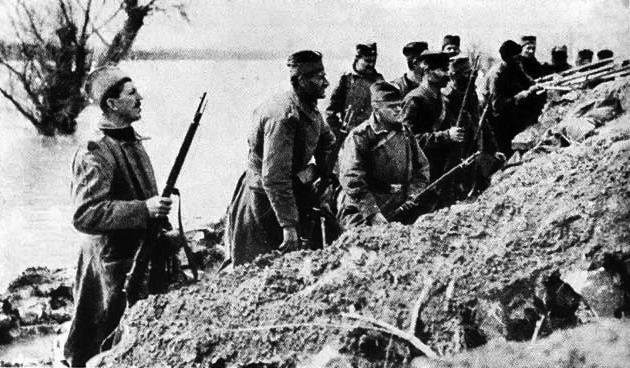
Soldats serbis amb šajkača durant la Primera Guerra Mundial

El casquet šajkača (en serbocroat шајкача/šajkača, pronunciat "xàikatxa") és un casquet de caserna típicament serbi de disseny característic, amb els plecs frontals en forma de V i el perfil en general recte més que no triangular.
El casquet šajkača fou adoptat per l'exèrcit serbi el 1864 com a lligadura de diari i campanya de la tropa, i continuà ininterrompudament amb aquest ús durant molts anys fins a esdevenir característic del país: en acabar el segle xix ja s'havia popularitzat com a lligadura masculina entre els civils, i des de llavors és considerat un símbol nacional serbi.
De fet, el šajkača podria ésser una adaptació del casquet de caserna usat per la infanteria austríaca des del 1836, a què s'assembla prou; en aquell temps la influència austríaca sobre els uniformes serbis era tan important com la francesa i la russa.
Des del 1908 la lligadura dels oficials serbis (fins llavors una gorra de plat d'estil rus) fou el šajkača en versió de gorra, rígida i, és clar, amb visera.

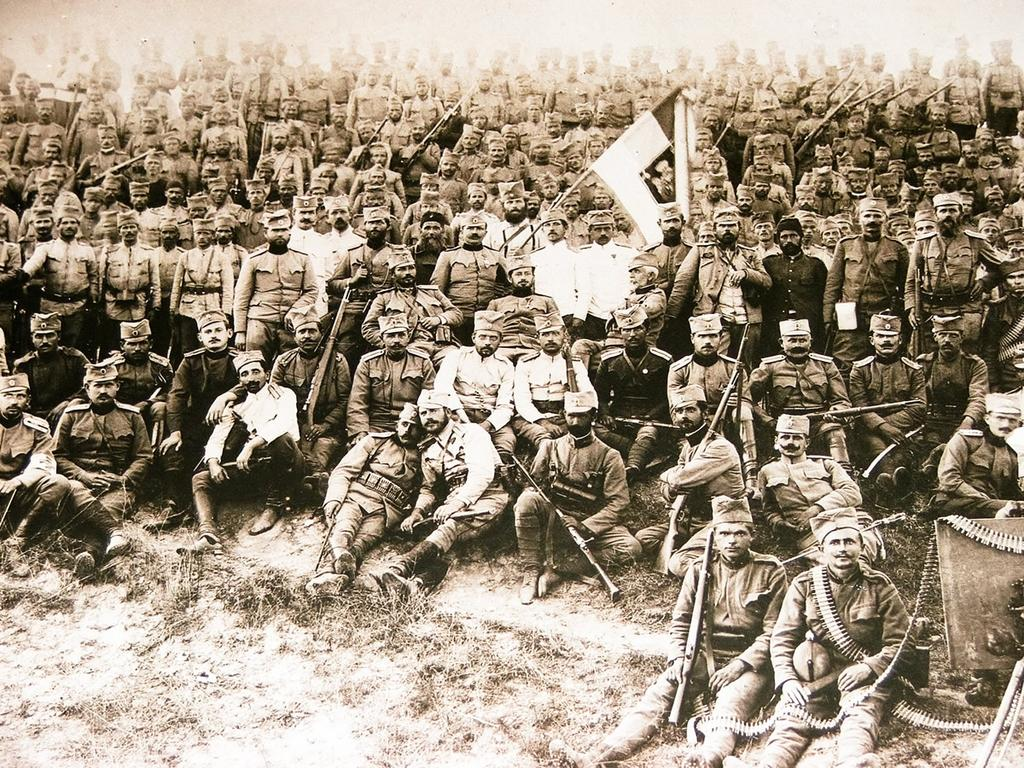
Gorres i casquets šajkača duts per oficials i soldats serbis refugiats a Corfú (vers 1916)

El šajkača, en versió de casquet per a la tropa i de gorra per a l'oficialitat, fou la lligadura bàsica de l'exèrcit serbi i, sense solució de continuïtat, també del de la Iugoslàvia monàrquica, fins a l'enfonsament del règim i de l'estat el 1941, en la Segona Guerra Mundial. Durant la Primera Guerra Mundial, per exemple, el šajkača era el mínim comú denominador de la uniformitat sèrbia: donada la penúria de subministraments, la tropa del primer ban (o cos) duia uniforme de campanya, la del segon ban uniforme de diari, i la del tercer ban roba civil; però, això sí, tots es cofaven amb šajkača. Després que l'exèrcit serbi, evacuat al front de Salònica (1916), fou reequipat amb material francès i britànic, conservà l'estil propi mercès a l'ús continuat del casquet šajkača (i del sistema propi de divises i emblemes, és clar).
En el marc de la resistència contra l'ocupació nazi-feixista de Iugoslàvia (1941-1944), el casquet šajkača, massa unilateralment serbi i massa connotat amb el règim monàrquic (de fet, continuaven usant-lo els četniks), fou rebutjat per la resistència titista, que adoptà un casquet de tipus pilotka, conegut com a titovka, el qual heretà tot seguit l'exèrcit de la nova Iugoslàvia socialitzant.
En les guerres iugoslaves dels anys noranta el šajkača fou usat per forces irregulars sèrbies (četniks) com a signe d'orgull ètnic.
A la Sèrbia actual, el šajkača s'usa encara com a lligadura civil masculina en medis rurals, sobretot entre gent d'edat avançada; en medis urbans s'usa sobretot com a emblema nacionalista.